# Pol-Sefid
Pol-Sefid (auch Pol Sefid, Pol-e Sefid, persisch پل سفید) ist eine iranische Stadt in der Provinz Mazandaran. Sie ist die Hauptstadt des Bezirks Savādkuh und hat etwa 11.000 Einwohner.